# Hilara nitidorella
Hilara nitidorella är en tvåvingeart som beskrevs av Chvala 1996. Hilara nitidorella ingår i släktet Hilara och familjen dansflugor.
Artens utbredningsområde är Tjeckien. Inga underarter finns listade i Catalogue of Life.